# О'Доннелл (Техас)
О'Доннелл (англ. O'Donnell) — місто (англ. city) в США, в округах Лінн і Доусон штату Техас. Населення — 704 особи (2020).

## Географія
О'Доннелл розташований за координатами 32°57′55″ пн. ш. 101°49′51″ зх. д. / 32.96528° пн. ш. 101.83083° зх. д. (32.965202, -101.830842).  За даними Бюро перепису населення США в 2010 році місто мало площу 2,23 км², уся площа — суходіл.

## Демографія
Згідно з переписом 2010 року, у місті мешкала 831 особа в 315 домогосподарствах у складі 237 родин. Густота населення становила 373 особи/км².  Було 402 помешкання (180/км²).
Расовий склад населення:
| - 73,4 % — білих - 1,2 % — чорних або афроамериканців - 0,6 % — корінних американців - 0,4 % — азіатів - 20,3 % — осіб інших рас |

До двох чи більше рас належало 4,1 %. Частка іспаномовних становила 62,8 % від усіх жителів.
За віковим діапазоном населення розподілялося таким чином: 30,2 % — особи молодші 18 років, 53,0 % — особи у віці 18—64 років, 16,8 % — особи у віці 65 років та старші. Медіана віку мешканця становила 38,5 року. На 100 осіб жіночої статі у місті припадало 88,9 чоловіків;  на 100 жінок у віці від 18 років та старших — 88,9 чоловіків також старших 18 років.
Середній дохід на одне домашнє господарство  становив 44 400 доларів США (медіана — 29 185), а середній дохід на одну сім'ю — 51 945 доларів (медіана — 36 944). За межею бідності перебувало 26,9 % осіб, у тому числі 39,8 % дітей у віці до 18 років та 32,0 % осіб у віці 65 років та старших.
Цивільне працевлаштоване населення становило 419 осіб. Основні галузі зайнятості: освіта, охорона здоров'я та соціальна допомога — 25,5 %, сільське господарство, лісництво, риболовля — 16,9 %, мистецтво, розваги та відпочинок — 10,7 %, роздрібна торгівля — 7,2 %.